# Николај Миклухо-Маклај
Николај Николајевич Миклухо-Маклај (рус. Никола́й Никола́евич Миклу́хо-Макла́й; Јазиково, 17. јул 1846 — Санкт Петербург, 14. април 1888) био је руски етнограф, етнолог, антрополог, биолог и истраживач који се током своје каријере највише бавио истраживањима на подручју Југоисточне Азије, Аустралије и Океаније. Посебно је велику пажњу посвећивао истраживањима Нове Гвинеје и тамошњих аутохтоних папуанских племена.
Школовао се у Немачкој, на универзитетима у Хајделбергу, Лајпцигу и Јени. Аутор је око 160 научних радова и публикација које је углавном писао на немачком и енглеском језику. Жестоко се борио против трговине робљем и израбљивањима аутохтоног становништва као јевтине радне снаге, а такође се противио и колонијалним пртензијама Немачке и Британије према Новој Гвинеји.
Значајан део свог живота провео је у Аустралији где је основао прву биолошку истраживачку станицу на јужној хемисфери. Био је присталица Дарвинове Теорије еволуције, а велики утицај на његов рад имао је још током студентских дана немачки природњак Ернст Хекел.
Дан његовог рођења обележава се као међународни дан етнографије.